# Atentado de Viena de 2020
Los atentados de Viena de 2020 fueron una serie de tiroteos que tuvieron lugar en la tarde-noche del lunes 2 de noviembre, iniciados cerca de las 20 horas, cuando uno o más hombres abrieron fuego con rifles de asalto en los alrededores de la sinagoga Stadttempel de Viena, ubicada cerca de Schwedenplatz. 
Se confirmaron las muertes de cuatro personas, así como de uno de los asaltantes, y de veintitrés personas heridas, en los minutos posteriores.
El Departamento de Policía de Viena mencionó que el atacante abatido era simpatizante del Estado Islámico, y atribuía la motivación del mismo a un ataque terrorista islamista.

## Ataque
El ataque comenzó el 2 de noviembre de 2020 alrededor de las 20 horas en la céntrica plaza de Schwedenplatz de Viena, cuando un hombre comenzó a realizar disparos. En un principio, policía y fuerzas de seguridad informaron de varios hombres fuertemente armados que habían abierto fuego con rifles de asalto, uno de ellos con un cinturón de explosivos simulado. El ministro del Interior austríaco, Karl Nehammer, dijo que había seis puntos calientes de la ciudad, donde venían ocurriendo incidentes, todos ellos cerca de la sinagoga de Viena. Uno de esos informes preliminares avisó de que un atacante comenzó a disparar a personas al azar a personas sentadas afuera de cafés y bares en Judengasse y Seitenstettengasse, también en el centro de Viena. Se oyeron varios disparos, tal como se reflejó en los posteriores videos anónimos del tiroteo y sus consecuencias publicados en redes sociales, incluido uno de un atacante que disparaba a un civil primero con un rifle de asalto y luego le remataba con una pistola.
Los informes iniciales indicaron que la sinagoga principal de Viena pudo haber sido el objetivo del ataque. Oskar Deutsch, jefe de la Comunidad Judía de Viena, dijo que la sinagoga ya estaba cerrada en el momento del tiroteo. Un guardia resultó gravemente herido fuera de la sinagoga. El tiroteo se produjo cuatro horas antes de que entrara en vigor el cierre nacional por las medidas restrictivas para controlar la segunda oleada del coronavirus en el país, que incluía un toque de queda desde la medianoche hasta las 06:00 hora local.

## Respuesta policial
Se llevó a cabo un gran despliegue policial en Viena justo después del ataque, trayéndose unidades de las fuerzas especiales EKO Cobra para dar con los atacantes. La policía de Viena dijo que los equipos especiales entraron en el apartamento del tirador utilizando explosivos y que el 3 de noviembre se estaba realizando una búsqueda en sus alrededores. El ejército federal austríaco se desplegó para proteger los edificios principales de Viena. Se establecieron barricadas alrededor del centro de la ciudad, y se formaron controles en la frontera con la República Checa.
Muchos transeúntes y turistas quedaron atrapados en establecimientos y restaurantes durante los ataques, sin poder salir por precaución, así como en la Ópera de Viena o el Burgtheater. La policía vienesa pidió a los peatones que evitaran las secciones abiertas y el transporte público en el área, y luego detuvo todos los tranvías y metros en el centro de Viena y pidió a la gente que se refugiara en sus domicilios. La policía también suplicó a los testigos en Twitter que no publicaran videos y fotografías en las redes sociales, sino que los enviaran directamente a las autoridades. Como resultado, la policía recibió más de 20.000 videos del público después del ataque, y un equipo de investigación de 35 miembros había examinado en las primeras horas un 20% de los mismos en busca de pruebas.

## Autoría

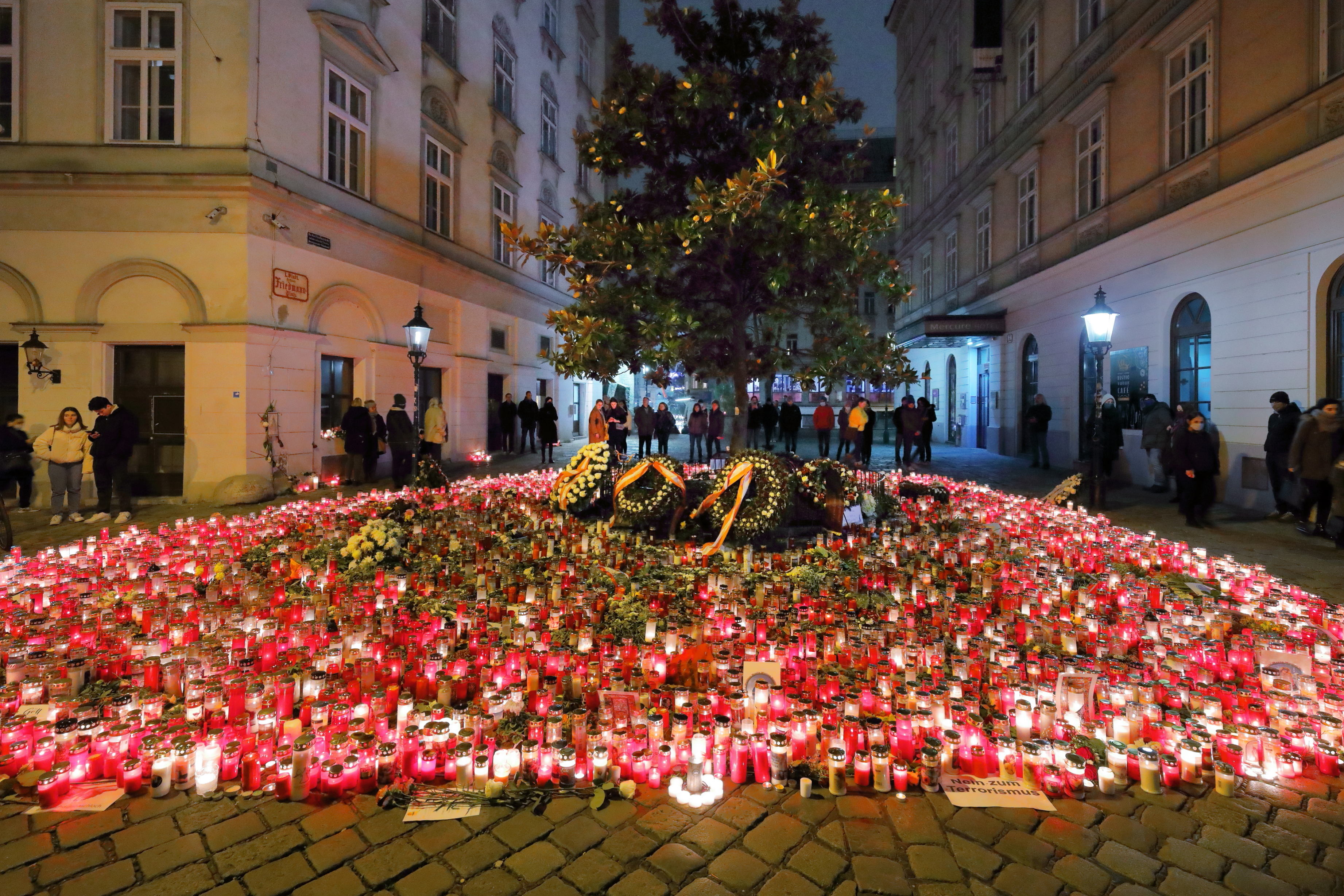
Homenaje floral a las víctimas y heridos del atentado en Viena.

Uno de los autores del atentado fue identificado como Kujtim Fejzullai, de 20 años, que iba armado con un rifle automático, pistola y machete. Fue encontrado y atacado diez minutos después de iniciarse los ataques, y fue abatido por la policía. Era oriundo de Viena, donde nació en el año 2000 y se había criado en la capital. Sus padres eran originarios de Macedonia del Norte y él tenía doble nacionalidad. No tenía antecedentes penales relacionados con actividades terroristas. Kurtin era conocido por la Oficina de Protección de la Constitución y Contraterrorismo, y fue sentenciado a ocho meses de prisión después de intentar viajar a Siria; había sido liberado temprano de la cárcel en diciembre pasado. Fue uno de los aproximadamente 90 islamistas austríacos que intentaron llegar a Siria.
En la mañana del día del ataque, una persona que afirmó ser miembro de un grupo que llevaría a cabo los ataques publicó varias fotos en Instagram, incluida una promesa de lealtad al líder del Estado Islámico, e imágenes de sí mismo con una rifle Kalashnikov, una pistola y un cuchillo de grandes proporciones.
En la mañana del 3 de noviembre se llevaron a cabo registros de apartamentos vinculados con el autor. Las autoridades austriacas dijeron que al menos un pistolero seguía huyendo y estaba siendo buscado.
Un día después del atentado, el Estados Islámico emitió un comunicado en el que se atribuía la responsabilidad de los ataques, identificando al terrorista como "un soldado del califato", haciéndose público en redes sociales fotografías suyas portando un rifle, una pistola y un machete.

## Reacciones
En los minutos posteriores a los ataques, el ministro del Interior austríaco, Karl Nehammer, declaró que las autoridades creían que se trataba de un posible ataque terrorista. Más tarde, al tener confirmación del misemo, el canciller austriaco Sebastian Kurz se refirió a los hechos como un "ataque terrorista repulsivo".